# Ëonajveem
L'Ëonajveem (in russo Ёонайвеем?), o Ionivėėm, è un fiume dell'Estremo Oriente russo. Scorre nei rajon Čukotskij e Providenskij del Circondario autonomo della Čukotka.
Le sorgenti del fiume si trovano in una pianura paludosa a sud del monte Ačaačchėn sull'Altopiano dei Ciukci e scorre in direzione settentrionale. Attraversa una pianura paludosa con molti laghi termocarsici. Il torrente Juniveem, che ha una lunghezza di 6 km, lo collega al lago Ioni. Il fiume sfocia nella baia Koljučinskaja (mare dei Ciukci). La sua lunghezza è di 185 km, l'area del bacino è di 4 890 km².

## Fauna
Vivono nel fiume il temolo e la Dallia pectoralis. Varie sottofamiglie del genere Salmo (salmone rosa, salmone reale, salmerino) entrano nel corso inferiore.
In primavera e in autunno, la rotta migratoria dell'oca delle nevi e del re degli edredoni corre lungo la valle del fiume.